# 장국헌
장국헌(1991년 10월 5일 ~ )은 전 KBO 리그 롯데 자이언츠의 투수이다.

## 한국 프로야구 시절
2011년에 입단하였다. 2020년 10월 8일에 방출되었다.

## 호주 프로야구 시절
2019년에 질롱 코리아에 입단하였다.

## 출신 학교
- 송정동초등학교
- 화순중학교
- 군산상업고등학교